# 1768 у літературі

## Книги
- «Сентиментальна подорож Францією та Італією» — роман Лоренса Стерна.

## Народились
- 4 вересня — Франсуа-Рене де Шатобріан, франкомовний бретонський письменник, політик і дипломат.
- 18 листопада — Захарій Вернер, німецький поет, драматург.

## Померли
- 18 березня — Лоренс Стерн, англійський письменник ірландського походження.
- 17 серпня — Василь Тредіаковський, російський поет та вчений.